# Here (песня Алессии Кары)
«Here» — песня, записанная канадской певицей и композитора Алессии Кары с её дебютных мини-альбома Four Pink Walls и дебютного студийного альбома Know-It-All, вышедшая 27 апреля 2015 года в качестве дебютного сингла на лейбле Def Jam. Песня была написана
Alessia Caracciolo, Andrew «Pop» Wansel, Warren «Oak» Felder, Coleridge Tillman, Айзек Хейз, Samuel Gerongco, Robert Gerongco, Terence Lam, продюсеры Pop & Oak, Sebastian Kole и RP. Сингл занял позицию № 5 в хит-параде Великобритании (UK Singles Chart) и вошёл в списки лучших во многих странах мира (в том числе № 1 в чарте US Rhythmic Billboard). Тираж сингла в США превысил 2 млн копий и он получил платиновый статус.

## Коммерческий успех
«Here» достиг позиции № 28 в британском хит-параде.
Песня заняла позицию № 5 на Billboard Hot 100. «Here» также достиг позиции № 1 в чарте Rhythmic (Billboard) и № 1 в чарте Hot R&B/Hip-Hop Songs. В США тираж сингла превысил 2 млн копий и он получил платиновый статус.

## Отзывы
Включена в итоговый список Лучшие синглы США 2016 года по версии Billboard (позиция № 39).
Многие мировые издания признали «Here» одной из лучших по итогам 2015 музыкального года и включили её в свои итоговые списки:
| Публикация           | Список                      | Ранг |
| -------------------- | --------------------------- | ---- |
| Billboard            | 25 Best Songs of 2015       | 6    |
| Complex              | The Best Songs of 2015      | 10   |
| Consequence of Sound | Top 50 Songs of 2015        | 42   |
| Entertainment Weekly | The 40 Best Songs of 2015   | 4    |
| Pazz & Jop           | Single of the Year 2015     | 18   |
| Pitchfork            | The 100 Best Tracks of 2015 | 32   |
| PopMatters           | The 90 Best Songs of 2015   | 64   |
| Rolling Stone        | 50 Best Songs of 2015       | 21   |
| Time Out London      | The 100 Best Songs of 2015  | 10   |

## Чарты
| Чарт (2015-16)                             | Наивысшая позиция |
| ------------------------------------------ | ----------------- |
| Австралия (ARIA)                           | 12                |
| Австрия (Ö3 Austria Top 40)                | 63                |
| Бельгия/Фландрия (Ultratip Bubbling Under) | 4                 |
| Бельгия/Валлония (Ultratop 50)             | 34                |
| Канада (Billboard Canadian Hot 100)        | 19                |
| Канада (Billboard AC)                      | 35                |
| Канада (Billboard CHR/Top 40)              | 6                 |
| Канада (Billboard Hot AC)                  | 30                |
| Канада (Billboard Rock)                    | 46                |
| Чехия (Rádio — Top 100)                    | 46                |
| Чехия (Singles Digitál Top 100)            | 21                |
| Франция (SNEP)                             | 21                |
| Германия (GfK)                             | 59                |
| Ирландия (IRMA)                            | 71                |
| Нидерланды (Single Top 100)                | 26                |
| Нидерланды (Dutch Top 40)                  | 28                |
| Новая Зеландия (Recorded Music NZ)         | 15                |
| Словакия (Rádio — Top 100)                 | 66                |
| Словакия (Singles Digitál Top 100)         | 24                |
| Швеция (Sverigetopplistan)                 | 62                |
| Швейцария (Schweizer Hitparade)            | 44                |
| Великобритания (OCC UK Singles)            | 28                |
| США (Billboard Hot 100)                    | 5                 |
| США (Billboard Adult Pop Airplay)          | 16                |
| США (Billboard Dance/Mix Show Airplay)     | 3                 |
| США (Billboard Latin Pop Airplay)          | 18                |
| США (Billboard Pop Airplay)                | 1                 |
| США (Billboard Hot R&B/Hip-Hop Songs)      | 1                 |
| США (Billboard Rhythmic)                   | 1                 |

| Чарт (2015)               | Позиция |
| ------------------------- | ------- |
| Канада (Canadian Hot 100) | 60      |
| США Billboard Hot 100     | 94      |

| Чарт (2016)                       | Позиция |
| --------------------------------- | ------- |
| Канада (Canadian Hot 100)         | 79      |
| США US Billboard Hot 100          | 39      |
| США Adult Top 40 (Billboard)      | 43      |
| США Mainstream Top 40 (Billboard) | 25      |

## Продажи сингла
| Регион | Сертификация  | Продажи   |
| --- | ------------- | --------- |
| Австралия (ARIA) | Платиновый    | 70 000    |
| Канада (Music Canada) | 3× Платиновый | 240 000   |
| Новая Зеландия (RMNZ) | Платиновый    | 15 000*   |
| Великобритания (BPI) | Платиновый    | 600 000   |
| США (RIAA) | 2× Платиновый | 2 000 000 |
| * Данные о продажах приведены только на основе сертификации. · ^ Данные о тиражах приведены только на основе сертификации. · Данные о продажах + прослушиваниях приведены только на основе сертификации. |               |           |